# Рождественский, Валерий Ильич
Вале́рий Ильи́ч Рожде́ственский (13 февраля 1939, Ленинград, РСФСР, СССР — 31 августа 2011, Звёздный городок, Московская область, Россия) — 38-й советский лётчик-космонавт, 81-й космонавт мира, бортинженер космического корабля «Союз-23» (1976), Герой Советского Союза.

## Биография
Родился 13 февраля 1939 в Ленинграде.
В 1942 году эвакуирован из блокадного Ленинграда в Петропавловск, в 1945 вернулся в Ленинград.
В 1956 году окончил среднюю школу № 56 города Ленинграда.
С 10 июля 1956 года — курсант Высшего военно-морского инженерного училища имени Ф. Э. Дзержинского.
12 октября 1961 года окончил 3-й факультет ВВМИУ по специальности «Военное кораблестроение надводных кораблей» и получил квалификацию «военный инженер-кораблестроитель».
С 14 октября 1961 года — заместитель командира аварийно-спасательной партии 446-го отдельного дивизиона аварийно-спасательной службы тыла военно-морской базы «Балтийск» Краснознамённого Балтийского флота.
С 25 ноября 1961 по 25 мая 1962 года — слушатель 6-месячных офицерских курсов водолазных специалистов 39-й аварийно-спасательной школы Черноморского флота.
С 3 августа 1962 по 25 октября 1965 года — командир водолазной группы аварийно-спасательной службы спасательного судна «СС-87» («Трефилов») 446-го отдельного дивизиона аварийно-спасательной службы Лиепайской военно-морской базы. Освоил работу на глубинах до 200 метров, участвовал в большом количестве спасательных, монтажных и поисковых операций на глубине.

## В отряде космонавтов
28 октября 1965 года приказом Главкома ВВС № 942 капитан-лейтенант Валерий Рождественский зачислен в отряд космонавтов ЦПК ВВС на должность слушателя-космонавта (3-й набор ВВС). С 30 декабря 1967 космонавт 2-го отряда космонавтов. С 30 марта 1976 космонавт группы КЛА спецназначения. Прошёл курс подготовки к полётам на космических кораблях типа «Союз» и орбитальной станции «Салют».
С января 1968 года — подготовка по программе «Алмаз».
В сентябре 1972 — феврале 1973 — проходил подготовку в качестве бортинженера 4-го экипажа для полёта на ОПС-101 «Алмаз» («Салют-2») вместе с В. Д. Зудовым. Полёты были отменены из-за разгерметизации станции на орбите в апреле 1973.
В августе 1973 — июне 1974 года — проходил подготовку в качестве бортинженера 4-го экипажа для полёта на ОПС-101-2 «Алмаз» («Салют-3») вместе с В. Д. Зудовым.
В июле-августе 1974 года — проходил подготовку по программе 2-й экспедиции на ОПС-101-2 «Алмаз» («Салют-3») в качестве бортинженера дублирующего экипажа.
В январе 1975 — июне 1976 года — проходил подготовку по программе полёта на ОПС-103 «Алмаз» («Салют-5») в качестве бортинженера дублирующего экипажа.
В июле-октябре 1976 года — проходил подготовку по программе полёта на ОПС-103 «Алмаз» («Салют-5») в качестве бортинженера в качестве бортинженера основного экипажа.
14—16 октября 1976 года — совершил полёт в космос в качестве бортинженера космического корабля «Союз-23» совместно с командиром экипажа В. Д. Зудовым.
Целью запуска космического корабля «Союз-23» являлось продолжение научно-технических исследований и экспериментов на орбитальной научной станции «Салют-5», начатых в июле 1976 года при совместном полёте корабля «Союз-21» и ОС «Салют-5». Стыковка не состоялась из-за отказа системы сближения и стыковки «Игла» (у системы не было возможности ручного режима управления). Экипаж вынужден был возвратиться на Землю.

Продолжительность полёта составила 2 сут 00 час 06 мин 35 сек.

Позывной — Родон-2.
Спускаемый аппарат «Союз-23» произвёл посадку в 195 км юго-западнее Целинограда, впервые приводнившись в озеро Тенгиз. В условиях холодной погоды, ночи, снегопада, отсутствия связи с поисково-спасательной службой, истощённого ресурса системы жизнеобеспечения космонавты В. Рождественский и В. Зудов находились в спускаемом аппарате около 12 часов. Успешно эвакуировать его вместе с экипажем удалось лишь с помощью вертолёта.
5 ноября 1976 — Указом Президиума Верховного Совета СССР за успешное осуществление космического полёта и проявленные при этом мужество и героизм лётчику-космонавту СССР полковнику-инженеру Рождественскому Валерию Ильичу присвоено звание Героя Советского Союза с вручением ордена Ленина и медали «Золотая Звезда» (№ 11280).
В 1977—1983 года готовился в группе по программе «Алмаз». Принимал участие в управлении полётом ОС «Салют-6» и «Салют-7» в качестве заместителя сменного руководителя полётом и главного оператора.
С 30 января 1979 инструктор-космонавт группы КЛА спецназначения.
7 мая 1980 года лётчику-космонавту, Герою Советского Союза В. И. Рождественскому решением поссовета присвоено звание «Почетный гражданин посёлка Красная Горбатка».
С 25 января 1982 командир группы управления (деятельность экипажей пилотируемых КА в полёте), космонавт-испытатель.
В 1983—1985 — проходил подготовку в составе группы космонавтов для полёта по обслуживанию аппаратуры «Пион-К», установленной на ТКС-4 («Космос-1686»).
24 июня 1986 года отчислен из отряда космонавтов.

## Последующая деятельность
С 24 июня 1986 — начальник 1 отдела, ведущий инженер-испытатель 1 управления ЦПК.
С 9 октября 1986 — начальник 11 отдела.
С 20 июля 1988 — заместитель начальника управления по подготовке космонавтов. Внёс большой вклад в создание тренажёров и других технических средств подготовки экипажей.
С 9 марта 1989 — начальник 2 управления.
31 октября 1992 — уволен в запас в звании полковника.
С 1993 — сотрудник компании «Мегаполис Индастри».
Жил в Звёздном городке. Умер 31 августа 2011 года после тяжёлой и продолжительной болезни. Похоронен 3 сентября 2011 года на кладбище села Леониха Щёлковского района Московской области.

## Общественная работа
- С 1961 — член КПСС.
- Заместитель председателя Центрального правления Общества СССР-Ангола.
- Член Центрального правления Общества дружбы СССР-Эфиопия.
- Вице-президент федерации каратэ РСФСР.
- Начальник штаба поисковых подводных работ при ЦК ВЛКСМ.
- Депутат Московского областного Совета народных депутатов.
- Имел 1-й разряд по парашютному спорту.
- Имел более 20 научных трудов. Соавтор трёх изобретений, одно из которых было реализовано на ОС «Мир».

## Семья
- Отец — Илья Александрович Рождественский (1916—1949), военно-морской инженер, участник Великой Отечественной войны.
- Мать — Нона Михайловна Рождественская (Федотова) (1918—1985), старший инженер НИИ.
- Жена — Светлана Александровна Рождественская (Федотова) (1934 г.р.), инженер ЦНИИмаш, на пенсии.
- Дочь — Татьяна Валерьевна Быковская (Рождественская) (1962 г.р.), была замужем за лётчиком военно-транспортной авиации лейтенантом Валерием Быковским, сыном В. Ф. Быковского, погибшим 3 мая 1985 года в результате столкновения военного самолёта АН-26 и гражданского ТУ-134.

## Воинские звания
- Инженер-лейтенант (12.10.1961).
- Старший инженер-лейтенант (18.02.1963)
- Инженер-капитан (5.03.1966).
- Инженер-майор (25.12.1968).
- Инженер-подполковник (30.07.1971).
- Инженер-полковник (5.11.1976).

## Награды и звания
- Медаль «Золотая Звезда» Героя Советского Союза и орден Ленина (05.11.1976);
- орден «За службу Родине в Вооружённых Силах СССР» III степени (08.02.1982);
- медаль «За заслуги в освоении космоса» (12 апреля 2011 года) — за большие заслуги в области исследования, освоения и использования космического пространства, многолетнюю добросовестную работу, активную общественную деятельность[4];
- 11 медалей:
- орден Голубого Нила I степени (Эфиопия, 10.10.1981);
- почётный гражданин городов Аркалык и Ленинск (Казахстан), Бор и Большое Болдино (Нижегородская область), Гагарин (Смоленская область), Калуги, поселка Красная Горбатка, Киржача и Киржачского района (Владимирской области).
- Заслуженный мастер спорта СССР (1977)